# Имре Матес
Имре Матес (мађ. Mathesz Imre; Будимпешта, 25. март 1937 — Мерње, 6. децембар 2010) је био мађарски фудбалер и тренер.

## Каријера

### Клуб
Матес, који је играо као везни фудбалер, играо је клупски фудбал за Вашаш СК. из Будимпеште. У иностранство је отишао 1956. и кратко је играо за Аустрију из Беча, али се кући вратио 1957. године. До 1969. постигао је 28 голова у 248 лигашких утакмица за Вашаш и освојио четири титуле првака са тимом. У пролеће 1970. завршио је активну фудбалску каријеру у тиму Диошђер ВТК.

### Репрезентација
Између 1964. и 1967. у репрезентацији се појавио 12 пута. Четири пута је играо за олимпијску репрезентацију Мађарске (1963–64), 12 пута за омладинску репрезентацију (1955–56, 1 гол), девет пута за Б репрезентацију (1958–63), па опет четири пута за омладинску репрезентацију (1959–60), осам пута за репрезентацију Будимпеште (1959–67, 1 гол), три пута за Б репрезентацију (1963–67). Матес је представљао Мађарску на Светском првенству у фудбалу 1966. године, остваривши два наступа у квалификацијама и два на самом турниру. Матес је такође играо у две квалификационе утакмице за Европско првенство 1968. године.

## Погибија
Матес је погинуо у саобраћајној несрећи, својим аутомобилом сударио са камионом на територији града Мерњеа и преминуо на лицу места, 6. децембра 2010. у 73. години.